# Karl Friedrich Treitschke
Karl Friedrich Treitschke (* 4. Juni 1746 in Leipzig; † 22. Mai 1804 in Dresden) war ein deutscher Rechtswissenschaftler.

## Werdegang
Treitschke entstammte einer Leipziger Kaufmannsfamilie. Sein Vater George Friedrich Treitschke (1710–1786) war Kauf- und Handelsmann, Ratsherr und Baumeister in Leipzig. Nach dem Abitur immatrikulierte sich Treitschke 1766 zum Studium der Rechtswissenschaften an der Universität Leipzig und 1769 an der Universität Göttingen. Den Doktor der Rechtswissenschaften erwarb er 1772 wiederum an der Universität Leipzig. Danach war er als Privatdozent tätig. Er verfasste Publikationen zu rechtswissenschaftlichen Themen. Mit zusätzlicher finanzieller Unterstützung seines Vaters machte Treitschke Reisen, die ihn für längere Zeit auf rechtswissenschaftlichen Gebieten u. a. nach Wetzlar, Regensburg und Wien führten.
Im Jahr 1778 holte der sächsische Kurfürst Friedrich August III., der spätere König Friedrich August I., Treitschke an seinen Hof nach Dresden. Dort war er in seinem Kabinett als kurfürstlicher Hof- und Justizrat tätig. Mit zu seinem Aufgabengebiet gehörte die Vertretung der Landesregierung des Kurfürstentums Sachsen beim Reichskammergericht in Wetzlar. Gerade in Wetzlar hatte Treitschke durch seine früheren Reisen rechtswissenschaftliche Erfahrungen sammeln können. Karl Friedrich Treitschke starb am 22. Mai 1804 in Dresden.
Karl Friedrich Treitschke hinterließ drei Söhne, von denen Franz Adolph und Eduard Heinrich am 25. Juli 1821, also rund zwei Dekaden nach seinem Tod, durch König Friedrich August I. in den erblichen Adelsstand erhoben wurden. Der Text des am 12. September 1821 für die Brüder ausgestellten Adelsdiploms zeigt auch die  Wertschätzung des Monarchen für Karl Friedrich Treitschke. Es enthält den Hinweis, dass die Nobilitierung der Brüder Treitschke „… auch in tragender Erinnerung der von ihrem verstorbenen Vater dem Hof- und Justizrat Dr. Treitschke und durch viele Jahre hindurch geleisteten treuen und nützlichen Diensten“ erfolgte.

## Familie
Karl Friedrich Treitschke heiratete 1783 Friederike Elenore Charlotte Lindemann (1761–1802), Tochter von Karl Ferdinand Lindemann (1714–1782), Vizepräsident des Kammerkollegiums in Dresden und Mitglied der Restaurationskommission. Sie hatten acht Kinder:
- Georg Carl Treitschke (1783–1855), Dr. jur., Jurist und Rechtsgelehrter ⚭ 1810 mit Johanna Elenore Müller (* 1786)
- Marianne Friederike (1785–1823) ⚭ 1810 mit Traugott Leberecht Hasse (1775–1853), Hütteninspektor
- Franz Adolph von Treitschke (1793–1848), kgl. sächsischer Major, Oberzollrat ⚭ 1826 Emilie Vieth von Golsenau (1804–1888)
- Eduard Heinrich von Treitschke (1796–1867), kgl. sächsischer Generalleutnant und Kommandant der Festung Königstein, ⚭ Juliana Henriette von Oppen (1810–1861)
- Therese Adolphine (1796–1861) I ⚭ Ludwig Gustav Köhler (1785–1820), sächsischer Bergwerksdirektor, II ⚭ Johann Daniel Merbach (1777–1861), Dr. jur., Kreisdirektor in Dresden
- Caroline Elisabeth (* 1785) unverheiratet
- Friederike Christiane (lebte laut Adressbuch 1838 in Dresden)
- Emilie Charlotte (1787–1873) ⚭ Christian Theodor Weinlig (1780–1842), Dr. jur., Kantor der Kreuzkirche in Dresden und der Thomaskirche in Leipzig, Komponist und Schriftsteller

## Schriften
- De jure principum divortiis proposito (Juristische Dissertation; „Über das Recht des Herrschers über Scheidungen zu befinden“). Langenheim, Leipzig 1772
- De delictis et poenis, circa monetas. Ordinarius Senior et reliqui doctores facultatis juridicae Lipsiensis summo in jure honores … Carolo Friederico Treitschkio ... indicunt. Langenheim, Leipzig 1772
- Versuche einer Bestimmung und Beantwortung der Frage: Ob die am kaiserlichen Hofe residirenden reichsständischen Gesandten der Gerichtsbarkeit des Reichshofraths unterworfen sind?. Caspar Fritsch, Leipzig 1777